# Vicente Engonga
Vicente Engonga Mate (ur. 20 października 1965 w Barcelonie) – hiszpański piłkarz, grający na pozycji defensywnego pomocnika.

## Kariera klubowa
Urodził się w Barcelonie w rodzinie pochodzącej z Gwinei Równikowej, ale dzieciństwo spędził w Kantabrii, gdzie jego ojciec występował w jednym z tamtejszych klubów piłkarskich. Młody Vicente karierę piłkarską rozpoczął w klubie Gimnástica Torrelavega, a w 1986 roku przeniósł się do Sportingu Mahonés, w którym występował przez 5 sezonów. W 1991 roku został piłkarzem pierwszoligowego Realu Valladolid. 1 września zadebiutował w Primera División w przegranym 0:1 spotkaniu ze Sportingiem Gijón. Na koniec sezonu spadł z Valladolidem do drugiej ligi.
Po spadku Valladolidu do drugiej ligi przeniósł się latem 1992 do Celty Vigo, w której swój pierwszy mecz rozegrał 6 września w spotkaniu z Deportivo La Coruña (0:2). W Celcie spędził 2 lata, a w 1994 roku wystąpił z nią w finale Pucharu Hiszpanii, który wygrał po serii rzutów karnych zespół Realu Saragossa.
W letnim oknie transferowym 1994 Engonga został sprzedany do Valencii. W jej barwach zadebiutował 1 października w wygranym 1:0 meczu z Realem Oviedo. W sezonie 1995/1996 był podstawowym zawodnikiem Valencii i wywalczył z nią wicemistrzostwo Hiszpanii. Był to jego jedyny sukces osiągnięty z tym klubem.
W 1997 roku Vicente podpisał kontrakt z RCD Mallorca, do którego ściągnął go ówczesny argentyński trener zespołu Héctor Cúper. W 1998 roku zajął z Mallorcą 5. miejsce w La Liga oraz dotarł do finału Pucharu Hiszpanii, w którym wyspiarski zespół przegrał po karnych z Barceloną. Latem Mallorca zdobyła Superpuchar Hiszpanii, a w sezonie 1998/1999 zakończyła rozgrywki ligowe na 3. miejscu, najwyższym w swojej historii. Dotarła też do finału Pucharu Zdobywców Pucharów, w którym uległa 1:2 rzymskiemu S.S. Lazio. Natomiast w 2001 roku Engonga znów zajął z Mallorcą 3. miejsce, a w sezonie 2001/2002 wystąpił w fazie grupowej Ligi Mistrzów. Latem 2002 przeszedł do angielskiego Coventry City i po 8 występach w Division One zakończył sportową karierę.
| Sezon   | Klub                   | Kraj      | Rozgrywki          | Mecze | Bramki |
| ------- | ---------------------- | --------- | ------------------ | ----- | ------ |
| 1984/85 | Gimnástica Torrelavega | Hiszpania | Segunda División B | ?     | ?      |
| 1985/86 | Gimnástica Torrelavega | Hiszpania | Segunda División B | ?     | ?      |
| 1986/87 | Sporting Mahonés       | Hiszpania | Tercera División   | ?     | ?      |
| 1987/88 | Sporting Mahonés       | Hiszpania | Tercera División   | ?     | ?      |
| 1988/89 | Sporting Mahonés       | Hiszpania | Tercera División   | ?     | ?      |
| 1989/90 | Sporting Mahonés       | Hiszpania | Tercera División   | ?     | ?      |
| 1990/91 | Sporting Mahonés       | Hiszpania | Tercera División   | ?     | ?      |
| 1991/92 | Real Valladolid        | Hiszpania | Primera División   | 37    | 2      |
| 1992/93 | Celta Vigo             | Hiszpania | Primera División   | 36    | 0      |
| 1993/94 | Celta Vigo             | Hiszpania | Primera División   | 36    | 0      |
| 1994/95 | Valencia CF            | Hiszpania | Primera División   | 9     | 0      |
| 1995/96 | Valencia CF            | Hiszpania | Primera División   | 25    | 0      |
| 1996/97 | Valencia CF            | Hiszpania | Primera División   | 35    | 2      |
| 1997/98 | RCD Mallorca           | Hiszpania | Primera División   | 34    | 0      |
| 1998/99 | RCD Mallorca           | Hiszpania | Primera División   | 33    | 0      |
| 1999/00 | RCD Mallorca           | Hiszpania | Primera División   | 31    | 0      |
| 2000/01 | RCD Mallorca           | Hiszpania | Primera División   | 31    | 2      |
| 2001/02 | RCD Mallorca           | Hiszpania | Primera División   | 20    | 2      |
| 2002/03 | Coventry City          | Anglia    | Division One       | 8     | 0      |

## Kariera reprezentacyjna
W reprezentacji Hiszpanii Engonga zadebiutował 23 września 1998 roku w wygranym 1:0 spotkaniu z Rosją. W tym samym roku został powołany przez José Antonio Camacho do kadry na Euro 2000. Tam wystąpił tylko w grupowym meczu ze Słowenią, wygranym przez Hiszpanów 2:1. W kadrze narodowej rozegrał 14 meczów i strzelił 1 gola.
W swojej karierze Engonga występował również w nieoficjalnej reprezentacji regionu Kantabria.